# Processo Urca
Em astrofísica de partículas, um processo Urca é uma reação que emite um neutrino e que supostamente faz parte do processo de resfriamento de estrelas de nêutrons e anãs brancas.
O processo foi pela primeira vez discutido por George Gamow e pelo físico pernambucano Mário Schenberg enquanto visitavam o cassino da Urca, no Rio de Janeiro. Relata-se que Gamow terá dito a Schenberg que "a energia desaparece no núcleo de uma supernova tão rapidamente quanto o dinheiro desaparecia na mesa da roleta." No dialeto russo utilizado por Gamow, urca pode também significar um ladrão ou gangster.
Os processos Urca diretos são os processos mais simples de emissão de neutrinos. Acredita-se que eles são centrais no processo de arrefecimento de estrelas de nêutrons. Possuem a forma geral
{\displaystyle B_{1}\rightarrow B_{2}+l+{\bar {\nu }}_{l},}
{\displaystyle B_{2}+l\rightarrow B_{1}+\nu _{l},}
em que B1 e B2 são bárions e l é um lépton. Os bárions podem ser núcleons (ligados ou não), híperons como Λ, Σ e Ξ, ou membros da ∆ isóbara. O lépton é um elétron ou um múon.